# The Count of Monte Cristo (película de 2002)
The Count of Monte Cristo (2002) ("La venganza del Conde de Monte Cristo" en España), es una película estadounidense dirigida por Kevin Reynolds y protagonizada por Jim Caviezel, Richard Harris, Henry Cavill, Dagmara Domińczyk, Luis Guzmán, Guy Pearce y James Frain. 
Aunque está parcialmente basada en la novela homónima de Alexandre Dumas, publicada entre 1844 y 1845, difiere de ella en diversos aspectos, incluyendo el desenlace.

## Argumento
En 1815, "Edmundo Dantés", segundo oficial a bordo de un barco mercante francés llamado ´Faraón´, y su amigo Fernando Mondego, un representante de la compañía naviera, se dirigen a la Isla de Elba a buscar atención médica para su capitán, Pierre Renaud, enfermo de una fiebre cerebral. Al llegar a tierra firme, Dantés y Mondego son perseguidos por los dragones ingleses, que creen que son espías del exiliado emperador francés Napoleón Bonaparte. Napoleón, quien lleva 1 año en la isla, declara rápidamente que no son sus agentes, proporciona la ayuda médica a Renaud, pero a cambio le pide a Dantés entregar una carta a un 'amigo' suyo en Francia. Mondego ve a Napoleón entregar la carta, pero, al preguntarle a Dantés, a pedido del emperador, este le dice que no ha recibido nada. Después de que el capitán Renaud muere, se marchan de Elba. A su regreso a su hogar en Marsella, Dantés es reprendido por el primer oficial de la nave, Phillipe Danglars, por desobedecer sus órdenes de no ir a la isla, sin embargo, el jefe de la compañía naviera, Maximilian Morrell, elogia la valentía de Dantés,  promoviéndolo a capitán del navío ´Faraón´, pese a la molestia de Danglars.
Mondego se encuentra con la prometida de Edmundo, Mercedes Herrera, de la cual esta enamorado y trata de seducirla, pero, cuando se entera de la promoción de Dantés como capitán, Mondego se da cuenta de que Dantés podrá casarse con Mercedes antes de lo esperado. Mientras tanto, Edmundo y Mercedes pasan el resto del día juntos en una parte aislada de Marsella al lado del mar, nadan, hacen el amor y conversan acerca de su futuro. Mondego, en estado de ebriedad, habla con Danglars sobre la carta que Napoleón le dio a Dantés cuando estuvieron en Elba, Danglars aprovechando la situación, acusa Dantés por traición, Edmundo es arrestado y enviado ante el magistrado de la ciudad, J.F Villefort. Tras un breve interrogatorio; Villefort está seguro de la inocencia de Dantés, pero, tras  descubrir que el destinatario de la carta de Napoleón es su padre, Clarion Villefort, un bonapartista, Villefort quema la carta y, para eliminar posibles cabos sueltos, obliga al inocente Dantés a ser arrestado, e intenta enviarlo a la prisión de la Isla de Château d'If.
Edmundo logra escapar de los gendarmes y va rápidamente con Fernando en busca de ayuda, pero, Mondego lo traiciona y lo detiene para que no pueda escapar, tras ser nuevamente detenido, Dantés es encarcelado en el Castillo de If. Mientras tanto, se propaga la noticia de que Napoleón ha escapado de Elba. Villefort confronta a su padre y se dispone a partir, pero, Mondego, Mercedes, Morrell y el padre de Edmundo, Louis, van ante Villefort para defender la inocencia de Edmundo, pero Villefort rechaza sus esfuerzos, alegando que Dantés esta acusado por traición y homicidio. Mercedes agradece a Fernando por su apoyo, pero después de que ella, Morrell y el Sr. Dantés, salen de la oficina, Mondego y Villefort discuten sus razones para que Dantés permanezca encarcelado, sabiendo que el encarcelamiento de Dantés podría ser beneficioso para ellos y también para Danglars, deciden mantener a Dantés, encarcelado en If. Días después, Villefort envía una carta a Mercedes anunciando, falsamente, que Dantés ha sido ejecutado. 
En If, Edmundo, permanece en confinamiento solitario y a merced del sádico alcaide de If, Armard Dorleac, quien azota a Edmundo anualmente, en una ocasión, la desesperación de Edmundo, le impulsan a intentar suicidarse, sin embargo, no lo consigue, y se mantiene en su celda, contando piedras de la pared y remarcando una inscripción en la pared izquierda de su celda que decía: "DIOS ME HARÁ JUSTICIA". Al cumplir 7 años en If, Edmundo, inesperadamente se hace amigo de Abate Faria, un sacerdote párroco y ex-soldado del ejército bonapartista, quien ha estado preso en If durante 11 años, Abate irrumpe en la celda de Edmundo a través de un túnel subterráneo, que había cavado durante 5 años, para escapar. Abate revela, que desertó del ejército bonapartista, para dedicarse a la religión, trabajando como secretario privado del poderoso conde Enrique Spada, al cuál, Faria describió como un hombre recto, además de ser el poseedor de una ilimitada fortuna, sin embargo, Abate fue encarcelado por orden de Napoleón, porque dijo no conocer la ubicación de la gran fortuna del conde Spada, la cual fue oculta por el propio conde, antes de su repentina muerte. 
Durante 8 años, Faria educa a Dantés, enseñándole matemáticas, gramática, literatura, filosofía, economía, estrategia militar, combate cuerpo a cuerpo y combate de espadas. Además, el párroco le ayuda a Dantes a hacerse una firme idea de quienes fueron los que fabularon en su contra para encerrarlo. Mientras, cavan un nuevo túnel para escapar del castillo, en cuanto lograran llegar al océano, a la par, de entablar una gran amistad entre ambos. Sin embargo, un día, durante la excavación, Faria es mortalmente herido después de un derrumbe en el túnel, que le causa perforaciones en los pulmones, Faria empieza a agonizar, pero antes, da a Dantés la ubicación exacta del tesoro de Spada, el cual se encuentra en ´Montecristo´, una isla desierta ubicada en la costa de Italia y finalmente, Abate, fallece a causa de sus heridas. Cuando los guardias colocan a Faria en una bolsa para cadáveres, Dantés retira el cadáver, se esconde en la bolsa y lo echan en el mar creyendo que era Faria, llevándose con el a Dorleac, al cual consigue matar por ahogamiento, en venganza por años de crueldad. Luego de esto Edmundo se aleja de la isla nadando.
Al amanecer, Edmundo llega a una isla alejada del castillo de If, inicialmente Dantés se exalta de alegría al lograr escapar, pero después, se encuentra con Luigi Vampa, un contrabandista ladrón, y su banda de piratas. Vampa, que reconoce a Edmundo como un prisionero de If, y le obliga a luchar con Jacopo Manfredi, un miembro de su tripulación, tachado como traidor al que tenían la intención de enterrar vivo. Dantés derrota a Jacopo en un duelo de cuchillos, Edmundo muestra piedad hacia Jacopo, y en lugar de matarlo, hace un trato con Vampa para dejarlo vivir y ser reintegrado a su tripulación, el cual Vampa acepta. Jacopo, lleno de gratitud, por salvar su vida,  hace un juramento y se dispone a servir a Edmundo por el resto de su vida. Dantés se une a los contrabandistas, adquiere el nombre de "Satará" y se mantiene dentro de los contrabandistas solo por un breve tiempo. 
3 meses después, Edmundo llega a Marsella, deja a los contrabandistas, y se dispone a encontrar a Morrell, el cual no reconoce a Edmundo, puesto que han pasado más de 15 años desde el encarcelamiento de Edmundo en If. Morrell recibe cálidamente a 'Satará' en su residencia, y le informa sobre los acontecimientos que sucedieron tras el encarcelamiento de Dantés en If: su padre, Louis, se suicidó al enterarse de su encarcelamiento, Villefort, ocupó un puesto de fiscal en jefe, Danglars se hizo cargo de la compañía naviera de Morrell, y Mercedes se casó con Fernando, quién se convirtió en el conde Mondego, tras el fallecimiento de su padre y sus hermanos mayores, todos muertos en combate. 
Satará y Jacopo van en un bote a la isla de Montecristo y tras un día de búsqueda, siguiendo las pistas del mapa que Abate le entregó a Edmundo en If, antes de morir, encuentran el inmenso tesoro de Spada. En ese momento, Satará se dispone a cumplir su venganza en contra de sus conspiradores: Villefort, Danglars y Fernando, pero, incluye a Mercedes en su venganza. Con la inmensa fortuna del tesoro de Spada, Edmundo se convierte en el "Conde de Montecristo"; un extranjero sumamente rico, con propiedades y negocios tanto en Francia, como Italia, pero, instalándose principalmente en París. Tras ganar la admiración y respeto de la alta sociedad parisina, entre ellos a Villefort, Edmundo empieza su plan de venganza, estudiando a sus objetivos; Villefort y Danglars, llevan vidas tranquilas en sus respectivos puestos, mientras que Fernando, además de tener varias deudas bancarias por sus negocios, lleva un matrimonio frío y distante con Mercedes, como resultado de sus constantes infidelidades, sus perdidas de dinero en casinos, y su falta de atención tanto con Mercedes así como con su hijo, Alberto.
Al enterarse de la existencia de Alberto, Montecristo, contrata a Vampa y su grupo de piratas para llevar a cabo un secuestro de Alberto, quien se encontraba de viaje en el carnaval de Roma, luego de rescatarlo y posteriormente invitando al joven a su residencia, Montecristo se gana la confianza y amistad de Alberto. Por su parte, Alberto lo invita a su cumpleaños número 16 en la residencia de los Mondego. Montecristo se reúne con Villefort para discutir un cargamento de propiedad no especificada, proveniente de Marsella, para evitar inspecciones. Esa noche, más tarde, Mondego se reúne con Villefort y le menciona que su hijo oye a Montecristo pronunciar las palabras oro y ´Spada´, creyendo que el envío es tesoro de Spada, hacen un complot para robarlo. En la fiesta, Mercedes reconoce inmediatamente a Edmundo, de quien ella todavía está enamorada. Luego de la celebración, Jacopo le permite a Mercedes ocultarse en el carruaje de Montecristo para hablar con él, queriendo que su amo abandone su obsesión con la venganza y simplemente viva su vida. Montecristo no admite ser Edmundo, pero accidentalmente dice 'Edmundo Dantés', lo que confirma el presentimiento de Mercedes, ya que no había mencionado su apellido. Edmundo, confronta a Jacopo por la situación, quien le aconseja que abandone sus planes y viva su vida, pero Edmundo se niega y continúa adelante con su venganza. 
Esa misma noche, Danglars, quien se encontraba preparando un cargamento, es abordado por los gendarmes en el barco en el cual iban a embarcar el tesoro de Spada, por lo que es acusado por robo. Creyendo ser una trampa de Mondego, Danglars pelea con Montecristo, que revela su verdadera identidad, como Edmundo Dantés antes que la caballería proceda al arresto de Danglars. Más tarde, Montecristo embosca a Villefort en un sauna y le obliga a confesar que él persuadió a Mondego para matar a su padre, Clarion a cambio de decirle a Mercedes que Dantés fue ejecutado. Villefort confiesa inadvertidamente, y ante la presencia de la caballería, es arrestado por conspiración y homicidio, y se da cuenta de la verdadera identidad de Montecristo, recordando inmediatamente a Dantés. Villefort es subido a una carroza e intenta suicidarse, con resultado negativo, para después ser encarcelado. Más tarde, Mercedes busca a Edmundo en su residencia, dándose cuenta de quién es. Le admite a Edmundo que ella todavía está enamorada de él, y los dos hacen el amor esa noche. A la mañana siguiente, Satará acepta el consejo de Jacopo y decide tomar a Mercedes y a Alberto para salir de Francia, pero primero se dispone a ajustar cuentas con Mondego, el cual se apresura en escapar, ya que después de las recientes acciones de Montecristo, termina en la quiebra y consciente de que su arresto (por los delitos de piratería, corrupción y homicidio) es inevitable. Mercedes se enfrenta a Mondego, revelando que se va y que Alberto en realidad, es hijo de Edmundo, pues solo se casó con él para ocultar su verdadera paternidad, ya que Alberto fue prematuro.
Fernando se va para su finca familiar abandonada, donde el cargamento de oro robado debía ser tomado. Al llegar, encuentra que los cofres están llenos de cenizas, salvo uno, que contiene la pieza del rey que le dio a Dantés cuando fue arrestado. Mondego, asombrado, reconoce la identidad de Montecristo. Sin embargo, lejos de disculparse, lo insulta y lo insta a que culmine su venganza. Inmediatamente, Edmundo va a asesinarlo, sin embargo, es confrontado por Alberto, que se apresura a defender a Fernando. Montecristo se dispone a matar a Alberto hasta que Mercedes llega al lugar, junto con Jacopo, y estando ahí, Mercedes revela a Edmundo y Alberto que son padre e hijo. Mondego armado con un pistolete intenta matar a Mercedes, pero solo la hiere, gracias a que Jacopo desvía el proyectil. Mondego escapa del lugar, pero, al darse cuenta de que Edmundo lo tiene todo, y el no tiene nada, desafía a Edmundo a un duelo a muerte. Dantés se enfrasca con Mondego en un duelo de espadas, el cual finaliza cuando Dantés apuñala a Mondego a través del corazón, y ante la vista de Alberto, Fernando muere. 
3 meses después, Dantés vuelve al Castillo de If, el cual ha comprado con la intención de destruirlo, pero, decide mantenerlo intacto. Edmundo rinde homenaje a Abate y le promete tanto a él, como a Dios; utilizar para bien, todo lo que hizo para su venganza. Con su venganza completa, Edmundo abandona la isla con Mercedes, Alberto y Jacobo, rumbo a casa, finalizando con la inscripción en la celda de Edmundo; "DIOS ME HARÁ JUSTICIA".

## Reparto
| Actor               | Personaje                                             |
| ------------------- | ----------------------------------------------------- |
| James Caviezel      | Edmond Dantés / Monte Cristo / Satará                 |
| Guy Pearce          | Fernando Mondego                                      |
| Richard Harris      | Abate Faria                                           |
| James Frain         | J.F. Villefort                                        |
| Dagmara Domińczyk   | Mercedes Herrera / Mercedes Mondego / Mercedes Dantés |
| Michael Wincott     | Armand Dorleac                                        |
| Luis Guzmán         | Jacobo Manfredi                                       |
| Helen McCrory       | Valentina Villefort                                   |
| Freddie Jones       | Coronel Clarion Villefort                             |
| Henry Cavill        | Alberto Mondego / Alberto Dantés                      |
| Albie Woodington    | Baron Daglars                                         |
| JB Blanc            | Luigi Vampa                                           |
| Patrick Godfrey     | Maximilian Morrell                                    |
| Alex Norton         | Napoleón Bonaparte                                    |
| Christopher Adamson | Maurice                                               |
| Barry Cassin        | Mr. Louis Dantés                                      |
| Guy Carleton        | Dueño de la mansión                                   |
| Katherine Holme     | Julianne                                              |

## Diferencias con la novela
- En la novela, Fernand y Mercedes son dos humildes pescadores, que además son primos y viven en la misma casa.
- Dantes y Fernand no son amigos y su relación es prácticamente nula. Fernand odia a Dantes, pero se abstiene de confrontarlo por temor a perder el cariño de Mercedes. Por su parte, Dantes advierte la hostilidad de Fernand pero responde a esa actitud con indiferencia lo que enfurece aún más a éste.
- En la película, el barco de Dantes (el "Faraón") hace una escala en la Isla de Elba en busca de atención para su capitán herido. Después de un enfrentamiento con los guardias que custodian a Napoleón Bonaparte, el propio mariscal le encomienda a Dantes la entrega de la carta que más tarde lo condenará como traidor. En la novela, el Capitán del Faraón, de apellido Lérec, es en realidad un conspirador al servicio de Napoleón y es él quien originalmente despachará la carta en París. Al caer gravemente enfermo y a sabiendas de que morirá, le confía esa diligencia a Edmond, su hombre de confianza. Sin informar al resto de la tripulación sobre los últimos deseos del Capitán, Dantes toma el mando del barco y lo dirige hacia Elba y es el único hombre que desciende en la isla provocando el desacuerdo y la ira de Danglars, contador del mismo barco, quien piensa que Edmond es sólo un muchacho imprudente que arriesga innecesariamente a la tripulación. Portando un anillo propiedad del Capitán a manera de identificación, Dantes logra llegar hasta Napoleón y recibe la carta de sus propias manos. Más tarde, Danglars acusa a Edmond por este hecho con el dueño de la compañía naviera, Pierre Morrel; pero contrario a lo que espera, este no solo no reprende a Dantes sino que lo felicita y anuncia que ante la muerte del Capitán Lérec, cabildeará entre sus socios la promoción de Edmond a capitán. Danglars ya muy entrado en los 30 años, envidia de mala manera la fortuna de Dantes, que siendo menor de 20 está a punto de convertirse en capitán.
- Al igual que Dantes, Villefort se encontraba celebrando su boda al momento de la detención de Edmond. A petición de su esposa y como regalo de bodas, ofreció ser indulgente con el acusado si el caso lo justificaba.
- En la película, Villefort y Fernand intercambian favores. Villefort, miente a Mercedes y a Morrel sobre el destino de Dantes al asegurarles que será ejecutado, lo que allana el camino para que Fernand se case algún día con Mercedes. Por su parte, Fernand asesina de un balazo a Clarion, el padre de Villefort, y destinatario de la carta que Dantes traía consigo. En la novela, Villefort y Fernand ni siquiera se conocen. Ante el paso de los años y la incertidumbre, los seres queridos de Dantes asumen que este murió en prisión. Por su parte y a pesar de sus intereses políticos opuestos, Villefort y su padre (de nombre Nortier) tienen una relación afectuosa, aunque con roces ocasionales.
- Como se ha visto, Villefort es totalmente ajeno al complot para encarcelar a Dantes. No tiene relación alguna con Fernand ni con Danglars, y a pesar de haber podido resarcir el daño causado por la denuncia anónima, finalmente se convierte en el verdugo de Dantes pero por intereses estrictamente personales.
- En la película, Dantes es torturado por el encargado de la prisión. En la novela, no sufre de ningún abuso físico, y por el contrario, los carceleros lo tratan al principio con un poco de compasión. Así mismo, el administrador de la prisión de Château d'If le concede una entrevista con un representante judicial para intentar demostrar su inocencia, cosa que finalmente no logra.
- Aunque en la película Dantes no sabe leer ni escribir, en la novela sí lo sabe. Villefort incluso le da a leer la denuncia anónima mientras lo interroga. Aunque Faria lo instruye en algunos temas, Edmond no es analfabeto. Además del francés, su idioma materno, habla fluidamente el italiano y, gracias a su relación con Mercedes, habla también un poco del idioma catalán.
- En el libro, el abate Faria muere a causa de un derrame cerebral.
- Luigi Vampa no es el líder de los contrabandistas que rescatan a Dantes cuando escapa de prisión, sino un peligroso ladrón que opera junto a sus cómplices en las Catacumbas de Roma. Se convierte en aliado del Conde cuando según cuenta el propio Montecristo a sus amigos, Luigi Vampa trató de secuestrarlo y fue por el contrario Edmond quien lo capturó y perdonó a cambio de la lealtad y el respeto de los bandidos para él y los suyos.
- Jacopo es un personaje de mucha menor relevancia en la novela que en la película. De carácter noble y pacífico, simpatiza con Dantes desde el momento en que es rescatado por los contrabandistas y sin ninguna pelea de por medio. Aunque en la película es representado como el mayordomo y asistente personal del conde, en el libro Montecristo tiene a su servicio 3 personas diferentes que realizan esas funciones, siendo Jacopo un empleado menor. Prácticamente desaparece de la novela una vez que Dantes se convierte en Montecristo, y en ningún momento se refiere al conde mediante apodos.
- Dantes encuentra el tesoro del cardenal Spada enterrado dentro de una cueva en la Isla de Montecristo sin la ayuda de nadie, y por supuesto, jamás menciona a persona alguna el origen de su fortuna.
- Lo primero que hace Dantes apenas vuelve a Marsella es investigar la suerte de la gente que conoció. Sabe que fue traicionado y Faria lo ayudó a hacerse una idea bastante firme de quienes pudieron ser los conspiradores. En la película, Edmond acude de incógnito a la casa de su antiguo patrón, Pierre Morrel, para entonces en bancarrota, y se entera de la desgracia ocurrida a quienes amó y la buena fortuna de quienes lo traicionaron. Antes de marcharse deja en casa de Morrel un saco presumiblemente con dinero. En la novela, Dantes indaga lo sucedido a través de su antiguo casero, Gaspar Caderousse, quien se encontraba presente cuando se redactó la carta acusatoria. Dantes se presenta ante Caderousse disfrazado de abate y confirma sus sospechas, así que se determina a compensar a la gente buena y castigar a sus enemigos. Cuando se entera de que Morrel está a punto de perder su negocio y que el Faraón (para entonces el único barco operante de la compañía naviera) ha naufragado, Edmond manda construir una réplica exacta del mismo y lo llena con el mismo tipo de mercancía que se supone despacharía a su llegada a Marsella. Además de ello, liquida todas las deudas adquiridas por Morrel y regala a su hija una joya como dote por su próximo matrimonio. Todo ello lo realiza de manera anónima, sin establecer contacto directo con Morrel y bajo el seudónimo de Simbad el marino. Años después, el hijo de Morrel, Maximiliam, conoce a Montecristo y establece amistad con él sin saber de quien se trata. Durante una charla informal, Maximiliam le dice al Conde que antes de morir, el viejo Morrel le aseguró que en su corazón estaba seguro de que su ángel benefactor no había sido otro que su antiguo empleado y amigo Edmond Dantes. Ante tal confesión, Montecristo se estremece y derrama una lágrima imperceptible para Maximiliam.
- Tras el encarcelamiento de Dantes, sus enemigos marchan a París y prosperan. Danglars se convierte en el banquero más rico de la ciudad y adquiere el título de Barón de Danglars. Fernand se destacó como oficial del ejército y posteriormente como miembro del parlamento francés y adquiere el título de Conde de Morcef. Villefort, que en Marsella ocupa el cargo regional de subprocurador de justicia, se convierte en París en el procurador del Rey, el cargo judicial más importante de Francia.
- En la película, Mercedes se casa con Fernand un mes después del encarcelamiento de Edmond. En la novela transcurren 18 meses, de los cuales, los primeros 12 los dedicó a cuidar de la salud del padre de Dantes antes de que muriese.
- Albert es hijo biológico de Fernand y no de Dantes. Su primer encuentro con Montecristo ocurre en el hotel donde ambos se hospedan para presenciar el carnaval de Roma. El conde invita a Albert y al amigo que lo acompaña a presenciar el carnaval desde el palco de su habitación. Cuando Albert es secuestrado por Luigi Vampa y posteriormente liberado por orden del Conde, el joven como muestra de agradecimiento lo invita a su casa en París para recibir de sus padres un agradecimiento personal. Desde luego, Montecristo acepta la invitación. Una vez que llega a París y se encuentra con los padres de Albert, Mercedes reconoce a Dantes antes de verlo y tan solo con escuchar su voz. Aunque nerviosa, se muestra cortés y agradecida con el Conde pero una vez que este se marcha, hace todo tipo de cuestionamientos a Albert sobre la identidad de Montecristo.
- Aunque la descripción de la casa del Conde en París no es muy precisa, se sabe que está ubicada sobre la principal avenida de París, los Campos Elíseos y no se trata de un enorme palacio como se muestra en la película. De la misma manera, no existe ninguna fiesta de presentación organizada por Montecristo a su arribo a París. Su vida social es sumamente discreta y se limita a la ópera, el teatro, algunas otras actividades al aire libre y a compartir ocasionalmente la comida o la cena con un pequeño círculo de amigos y conocidos.

Los detalles mencionados a continuación, de importancia radical en la novela, no son mencionados en la película.
- Una vez que Dantes se presenta ante sus enemigos como el Conde de Montecristo, la película gira en torno a la codicia de Villefort, Fernand y Danglars por la fortuna del Conde y es en ese contexto donde ocurre la confrontación con sus enemigos y la consumación de su venganza. Sin embargo en la novela, no existe tal conspiración por robar su fortuna sino que el argumento se centra en las desventuras que sus enemigos tienen que sufrir a causa de sus propios vicios (codicia, corrupción, odio, especulación, hipocresía) y en la venganza cuidadosamente planeada y orquestada por Montecristo a través de los años. Mientras que en la película Montecristo se enfrenta a sus enemigos en combates físicos, en la novela sus armas principales son su inteligencia, paciencia y conocimientos, ya que haciéndose valer de ellos es como finalmente logra la ruina de sus enemigos, sin llegar jamás a utilizar ningún arma.
- Durante un viaje que Montecristo hizo por Grecia varios años antes de llegar a París, adquirió a una esclava griega de 13 años llamada Haydeé, antigua princesa de Janina e hija del sultán Alí Pachá. Sus padres fueron traicionados por Fernando Mondego, en ese entonces oficial del ejército Francés y comisionado como jefe de la guardia real del sultán. Alí Pachá es asesinado frente a su esposa e hija y posteriormente las dos son vendidas por Fernand a tratantes de esclavos.
- Durante una ópera en un teatro de París, Haydeé reconoce a Fernand, lo acusa ante Montecristo y se desmaya. Disuadido por Montecristo, Danglars utiliza sus influencias y logra que un periodista, amigo de Albert, viaje a Janina para investigar lo sucedido. Danglars está preocupado debido a que su hija Eugenie está comprometida en matrimonio con Albert y no quiere que su familia se vea involucrada con personas de dudosa reputación, especialmente debido a que él es banquero e inversionista, y la especulación afecta sus negocios. Al mismo tiempo, Haydeé, que bajo las leyes francesas se encuentra libre de esclavitud, consigue una audiencia y se encara con Fernand en una sesión del parlamento francés y lo acusa frente a sus colegas. Los miembros del parlamento cuestionan a Fernando sobre las acusaciones de las que es objeto, y aunque al principio las niega, Haydeé les muestra documentos que verifican su identidad. Es entonces cuando se anuncia que se hará una investigación oficial al respecto.
- Albert culpa a Montecristo de difamar a su padre a través de su esclava y lo reta a un duelo. Mercedes temiendo por la vida de Albert acude con Montecristo a quien llama por su nombre, Edmundo, y le suplica que desista de matar a su hijo. Ella desconoce que Dantes fue traicionado por Fernand y cree que Montecristo está ahí para vengarse de ambos por su matrimonio. Dantes le relata lo sucedido y argumenta que en todo caso, los hijos también deben pagar las faltas de los padres, tal como lo dicen las sagradas escrituras. Mercedes insiste con sus súplicas y finalmente el Conde se compadece. Le recrimina de alguna manera por truncar todos sus planes de venganza y le deja saber que debido a la imposibilidad de cancelar el duelo y quedar como cobarde, él se dejará matar por Albert. Ante la sorpresa del Conde, Mercedes no pone objeción a su propuesta y se marcha argumentando que solo le importa el bienestar de su hijo. Justo antes del duelo, Albert llega a caballo y se disculpa con Montecristo a quien agradece no haber llevado su venganza más lejos. El Conde supone de esa manera que Mercedes habló con él y le confesó la traición de su padre. No pudiendo justificar ante sus amigos y testigos la negativa a batirse en duelo, Albert se marcha y se enlista en el ejército para lavar su honor y el de su familia.
- Cuando se entera de que Albert canceló el duelo con Montecristo, Fernand enfurece y creyendo que su hijo es un cobarde, se presenta en casa del Conde y lo reta a batirse con la espada al mismo tiempo de exigir que revele quién es realmente y por qué se empeña en destruirlo. Montecristo acepta el duelo y le confiesa que su verdadero nombre es Edmond Dantes. La impresión de Fernand es tan grande que totalmente abatido se marcha a su casa sin decir una palabra. Temiendo el inminente juicio, deshonra pública y tras ser abandonado por Mercedes y Albert, Fernand se encierra en su despacho y se suicida de un disparo.
- Montecristo tiene planeada como venganza contra Villefort una intriga que involucra la aparición de un hijo bastardo suyo convertido en criminal. Sin embargo, las cosas cambian cuando la segunda esposa de Villefort envenena al padre y a la hija de este, llamada Valentina, con la intención de que su hijo Edouard, se convierta en el único heredero de la familia. Aunque se las arregla para hacer pasar el envenenamiento como enfermedad, Villefort la descubre finalmente y amenaza con mandarla a la cárcel si ella no toma del mismo veneno como castigo. Aterrada, la mujer bebe el veneno en ausencia de Villefort no sin antes envenenar también a Edouard. Dicho veneno le fue proporcionado a la mujer por Montecristo pero en forma de medicamento para tratar diversos malestares, ya que en dosis menores actuaba como tal pero en sobredosis se volvía mortal. Cuando Montecristo aparece en casa de Villefort para revelar su identidad, es conducido por el propio procurador ante los cadáveres de la mujer y el niño. Villefort se dirige a Dantes y le pregunta si con esas muertes se considera vengado. Montecristo se horroriza con la escena pero aun así no le revela que Valentina estaba viva, a salvo y oculta de él para poder casarse en secreto con el hombre que ama, Maximiliam Morrel, hijo del antiguo patrón de Dantes y amigo del Conde. Maximiliam es el único amigo y aliado de Montecristo a quien el Conde revela su verdadera identidad. Villefort, tras la muerte de su esposa e hijos se vuelve loco.
- Después de ver como sus actos de venganza han sobrepasado los límites, llegando a provocar indirectamente la muerte de personas inocentes, Montecristo decide poner fin a las mismas y ser indulgente con la víctima que ha sufrido los menores daños, aunque irónicamente sea la persona que originó todo con la denuncia anónima. Danglars ha quedado en bancarrota después de aplicar malos consejos financieros que el Conde le dio deliberadamente. Con lo poco que pudo rescatar de su fortuna se marcha de París, pero en el camino es secuestrado por Luigi Vampa. Cuando Danglars pide alimento y bebida, Vampa se los ofrece pero a cambio de cantidades exorbitantes de dinero. Danglars se rehúsa en un principio pero el hambre y la sed terminan por vencerlo y accede a pagar. Justo antes de desfallecer, Montecristo se aparece, le confiesa su identidad y lo deja marcharse regresándole apenas lo suficiente para sobrevivir mientras huye.
- Hacia el final del libro, Mercedes regresa a Marsella y se reúne con el Conde por última vez. Montecristo le ofrece disculpas por haberla convertido en víctima indirecta de su venganza. Ella rechaza las disculpas alegando que tenía motivos justos para llevarla a cabo. Montecristo ofrece hacerse cargo de ella pero Mercedes se conforma con vivir en la misma habitación humilde donde Dantes vivía con su padre. Así mismo, sus gastos serán cubiertos mediante una cantidad no especificada que Montecristo le retribuye por la pérdida de la fortuna familiar de los Morcef. Montecristo se marcha, Mercedes se queda sola en espera del regreso de Albert y nunca más volverán a verse.
- Cuando Montecristo evalúa los resultados de su venganza se siente culpable, intranquilo e insatisfecho por la misma. Es entonces cuando Haydeé a quien Montecristo ha visto todo el tiempo como una hija, le confiesa su amor. Montecristo se alegra por esta nueva oportunidad de ser feliz y se marcha con ella en su barco con rumbo desconocido.

Cabe destacar que la novela de Alejandro Dumas cuenta con una gran cantidad de personajes que de alguna manera u otra interfieren con el desarrollo de los eventos descritos en el libro. Aquí se mencionan un personaje principal y tres secundarios que juegan un papel crucial en la novela y que fueron excluidos en la película:
Haydeé - Esclava griega y antigua princesa de Janina que Montecristo adquiere en Grecia cuando apenas era una niña. Su padre, el sultán Alí Pacha fue traicionado por Fernand Mondego. Tanto Haydeé como Montecristo tienen interés en vengarse de él. Al final de la historia, Haydeé confiesa su amor a Montecristo y se marcha con él.
Maximiliam Morrel - Hijo del antiguo patrón de Dantes y amigo personal de Montecristo. Está enamorado de Valentina Villefort y cuando se entera de que fue envenenada, intenta suicidarse. Montecristo lo disuade de no hacerlo y le pide que tenga fe y crea en los milagros. Cuando Morrel afirma no creer en ellos, Montecristo le confiesa su verdadera identidad para demostrarle que sí existen.
Valentina Villefort - Hija del primer matrimonio del procurador. Ama a Maximiliam pero ya está comprometida con otro hombre. Es envenenada por la segunda esposa de Villefort pero sabiendo que Morrel la ama, Montecristo revierte los efectos del veneno y la deja intencionalmente en estado catapléjico temporal. Creyéndola muerta, es sepultada y posteriormente rescata por Montecristo quien la oculta de su padre. Al final del libro, Montecristo lleva a Maximiliam ante ella y les pide que sean felices juntos. Aunque no se menciona directamente, se insinúa que Montecristo los hace herederos de alguna parte de su fortuna y sus bienes.
Gaspar Caderousse - El codicioso e interesado casero que rentaba a Dantes y su padre el piso donde vivían en Marsella. Se encuentra presente cuando Danglars redacta la carta acusatoria pero está tan ebrio que cree que todo es una broma. Cuando descubre que la carta fue despachada por Fernand, amenaza con decir la verdad pero es disuadido por Danglars de guardar silencio pues si por casualidad, Dantes resultaba culpable, aquellos que lo defendieran se convertirían en sospechosos. Aunque su interés por defender a Dantes es genuino, puede más el deseo de cuidarse a sí mismo y no dice nada. Cuando Edmond escapa de prisión, acude con Caderousse disfrazado de abate y es a través de él que se entera de todo lo que sucedió a sus amigos y enemigos tras su encarcelamiento.
. Otros personajes que no fueron mencionados en la película :
1. Louis de Boville:
Inspector general de Cárceles y durante periodo de original arbitraria de Edmundo Dantes .
2 Renee' Saint- Meran:
Primera cónyuge del procurador del Rey y mamá de Valentina. 
Primogénita de una de las familias más aristocráticas de París y leales a la monarquía francesa. 
3. Barrois:
Trabajador en casa de la familia VIllefort.
Asesinado por Heloise ( Eloisa) y en su intento de homicidio contra Noirtier de Ville-
fort.
4. Bertuccio:
```
   Trabajador en casa de El Conde de Montecristo y aliado de Edmundo .
```

Bertuccio rescató a Benedicto ( hijo de Hermine Nargonne y Villefort).
Junto con su cuñada Assunta, contribuyeron a su educación .
5.Eugenie Danglars:
Hija de Danglars y Hermine. 
Es aficionada al ámbito musical ( Piano)  y es lesbiana. 
Tras su fallida vida con Andrea Calvantti ( Apodo de Benedetto), huyó con Luise D" Armilly y con identificación falsa de su hermano.